# Bögöz község
Bögöz község (románul: Comuna Mugeni) község Hargita megyében, Romániában. Központja Bögöz, beosztott falvai Agyagfalva, Béta, Décsfalva, Mátisfalva, Székelydobó, Székelymagyaros, Vágás.

## Népessége
A 2011-es népszámlálás adatai alapján a község népessége 3491 fő volt.

## Története
2004-ben kivált a községből Nagygalambfalva és Kisgalambfalva, amelyeket önálló községgé szerveztek.